# 滋賀県立アイスアリーナ
滋賀県立アイスアリーナ（しがけんりつアイスアリーナ、英語: Shiga Prefectural Ice Arena）は、滋賀県大津市瀬田大江町にあるスケート場である。滋賀県が土地を所有し、SPNグループが指定管理者として運営している。

## 概要
年間を通してアイススポーツを楽しめる施設として2000年（平成12年）11月に開設し、2006年（平成18年）4月から指定管理者制度を導入した。当施設はびわこ文化公園都市の西端に位置する。スケート以外の主な用途はアイスホッケー・フィギュアスケート・ショートトラックであるが、競技会やアイスショーなどのイベントを開催することがある。

## 歴史
- 2000年（平成12年）
  - 4月：竣工[3][4]。
  - 11月：開設[1]。
- 2006年（平成18年）
  - 4月1日：指定管理者制度を導入。SLグループ[注 3]が指定管理者となる[5]。
  - 7月27日：天井パネル落下事故が発生。ロックウール製の吸音板と石膏ボードが一部落下したが、けが人は出なかった[10]。なお、同様の事故は2004年（平成16年）10月11日にも発生している[注 4][11]。
- 2012年（平成24年）8月11日 - 12日：西日本地区の小・中学生が出場するフィギュアスケート競技会、「サマーカップ」を開催[12]。なお、同競技会は2016年（平成28年）から「げんさんサマーカップ」に改称している[注 5][12]。
- 2021年（令和3年）4月1日：SPNグループ[注 1]が指定管理者となる[1][13]。
- 2023年（令和5年）
  - 3月27日：廃棄物収集運搬処理業の木下カンセーが命名権を取得[14][15][16]。
  - 4月1日：命名権契約の発効に伴い、「木下カンセー アイスアリーナ」という愛称が付く[16][17][18]。

## 著名人のイベント使用実績
- 2017年（平成29年）7月17日：『げんさんフェスティバル2017』を開催[19]。キャシー・リードを迎え、スケート教室などを行う[19]。同イベントには織田信成も出演している[注 6][19]。
- 2022年（令和4年）9月10日 - 11日：浅田真央アイスショー「BEYOND」滋賀公演の会場となった[8][20]。

## 施設
この施設は鉄筋コンクリート造と鉄骨構造の複合構造を採用した地上2階建の建築物。設計は眺望に優れた立地を活かすべく意識された。2階部分にはテラスが設けられ、建設発生土をその部分まで覆うことで残土の発生を抑制し、建物と風景の一体感を生んで自然に溶け込む建築物としている。屋外では琵琶湖の汚泥を原料とした外装タイルや下水汚泥の溶融スラグを活用したコンクリート二次製品などのリサイクル材が積極的に活用されている。

### 屋内
- アリーナ（アイススケートリンク） - 面積：1,800 m2[21]、長さ：60 m×30 m[1][2][21][22]（ショートトラックスピードスケートの国際規格に対応）
  - 2,400名収容（立ち見を含む[1][2]。固定：1,350席、可動：672席[1][2]）
  - 床面は冬季スポーツ（アイスホッケー、フィギュアスケートなど）と夏季スポーツ（バスケットボール、バレーボール、バドミントンなど）の両方をプレーすることができるように転換可能としている[6]。製氷設備はコンクリート床埋設冷却管方式を採用し、また木製フロアパネルのユニット化したことによって冬季・夏季の床転換できるようにした[6]。
  - 屋根は張弦梁構法としたことで、規格化された部材を使用できてコストダウンが可能となり、軽快な屋根を意匠として表現することができた[6]。
- 貸靴コーナー
- スケート用品専門店
- 休憩コーナー
- ロッカー室
- 控室（2室）
- 採暖室
- 事務室
- 放送室
- 救護室
- 授乳室
- 審判控室（1室）
- 選手控室（4室）
- 特別室（1室）
- 会議室（4室）

### 駐車場
- 普通車：151台、バス：5台

## アクセス
公共交通機関
- JR琵琶湖線（東海道本線）瀬田駅よりバス（帝産湖南交通）で約10分。
  - 「県立アイスアリーナ」停留所下車、徒歩約1分。    - （大津市公設市場を発着・経由しない各路線は「瀬田公園」停留所下車、徒歩約10分）

自動車
- 名神高速道路
  - 瀬田東インターチェンジ下車、約3分（同ICは京滋バイパス（高速道路）のインターチェンジを併設）。
  - 瀬田西インターチェンジ下車、約5分。

- 新名神高速道路
  - 草津田上インターチェンジ下車、約5分。    - 滋賀県道2号大津能登川長浜線（山手幹線）付近に所在。